# 白水県
白水県（はくすい-けん）は、中華人民共和国陝西省渭南市に位置する県。

## 行政区画
- 街道:城関街道
- 鎮:堯禾鎮、杜康鎮、西固鎮、林皋鎮、史官鎮、北塬鎮、雷牙鎮